# Haplogruppe N (Y-DNA)
Die humangenetische Y-Chromosom-DNA-Haplogruppe N ist im Wesentlichen durch den Einzelnukleotid-Polymorphismus (SNP) M231 definiert.
Vor etwa 6 500 Jahren war die Y-DNA-Haplogruppe N fast nur im nordöstlichen China die vorherrschende väterliche Haplogruppe. Heute ist die stärkste Untergruppe, N1a, von Skandinavien über Russland bis zur sibirischen Pazifikgrenze am stärksten konzentriert, insbesondere bei Sprechern der uralischen Sprachgruppe. Geringer verbreitet ist die Untergruppe N1b, und zwar in Südost-Asien, als Außenseiter auch in Belarus. In noch geringerem Ausmaß erscheint die Untergruppe N2, auf dem Balkan.

## Ursprung
Haplogruppe N entspringt der Ausgangs-Gruppe NO. Diese ist vermutlich vor ca. 15–20.000 Jahren, also noch während der Eiszeit, in China entstanden. N hat sich dann über die eurasische Landmasse nach Norden und Westen ausgebreitet. Yunusbayev et al. (2019) gehen davon aus, dass es sich bei den Trägern um Angehörige der uralischen und/oder der Turksprachen gehandelt haben könnte.
Ein Charakteristikum der Haplogruppe N ist die b1/b3-Deletion in der AZFc-Region des Y-Chromosoms. Anscheinend ist diese Deletion jedoch viermal unabhängig voneinander entstanden. Aus diesem Grund sollte die Deletion nicht als ein einzigartiges Polymorphismus-Ereignis angesehen werden, welches zur Definition dieses Abschnittes auf dem Y-Chromosom-Stammbaum herangezogen werden kann.
Die Untergruppe N1c1* ist wahrscheinlich während des späten Pleistozäns (vor ca. 10000 Jahren) im südlichen Sibirien entstanden. Von dort aus fand die Ausbreitung nach Europa vor 8.000–10.000 Jahren statt. N1c1* hat in Osteuropa eine höhere Konzentration als in Sibirien und erreicht Häufigkeiten bis zu 60 Prozent in Finnland und 40 Prozent in Lettland und Litauen.

## Untergruppen
Die Untergruppen der Haplogruppe N mit ihrer unterscheidenden Mutation, nach dem 2008-YCC-Stammbaum:
- N (M231)
  - N*
  - N1 (LLY22g)
    - N1*, gefunden in bedeutender Zahl bei den Sprechern von Sinotibetischen Sprachen; ebenso gefunden in geringer Zahl bei Altaianern, Japanern, Koreanern, Mandschu, Mandschurischen Ewenken, Xibe, Uiguren und Vietnamesen
    - N1a (M128), gefunden in geringer Anzahl bei Mandschu, Xibe, Manschurischen Ewenken, Koreanern, nördlichen Han-Chinesen, Buyei und manchen Turkvölkern in Zentralasien
    - N1b (P43): typisch für Samojedische Völker; ebenfalls gefunden in geringer bis mittlerer Konzentration bei Uraliern, Turkvölkern, Mongolen, Tungusischen Völkern, Japanern, Koreaner und sibirischen Eskimos
      - N1b*
      - N1b1 (P63)

    - N1c (Tat (M46), P105): typisch für die Jakuten und Uralier, mit einer mittleren Verbreitung außerhalb Nordeurasiens
      - N1c*
      - N1c1 (M178)
        - N1c1*
        - N1c1a (P21)
        - N1c1b (P67)
        - N1c1c (P119)
        - N1c1d (L708):  typisch für Samen und Europäer

## Heutige Verbreitung
Heute findet sich die Haplogruppe N im gesamten nördlichen Eurasien. Mögliche wichtige Ausgangsregionen sind Nordchina und die heutige Mongolei. Von diesen Regionen aus könnten in tiefer vorgeschichtlicher Zeit Migrationen nach Sibirien und letztlich bis ins Baltikum stattgefunden haben. Der dominante N1c-Zweig (alter Name: N3) ist in Sibirien und dem nordöstlichen Europa weit verbreitet. Auch bei den am Weitesten westlich gelegenen Bevölkerungen von N1c findet sich die höchste Konzentration in Finnen, Letten und Litauern. Auch die altpreußische Bevölkerung von Ostpreußen könnte einen hohen Anteil von N1c gehabt haben. Der N1b-Zweig, dessen Verbreitungsgebiet großenteils innerhalb des Gebietes von N1c liegt, zeigt zwei Haupt-Cluster: einen in der Ural-Wolga-Gegend und einen zweiten weiter östlich gelegen. Der weniger häufige N1a-Zweig zeigt in Asien eine weite Verbreitung, mit kleinen Konzentrationen in Kasachstan, Korea und China. Angehörige der undifferenzierten N*-Gruppe sind weit verbreitet, mit geringen Konzentrationen in Kambodscha und Südchina. Sehr geringe Konzentrationen der Haplogruppe N wurden auch im sonstigen Osteuropa und Anatolien gefunden.